# Аккайская мустьерская культура
Аккайская мустьерская культура — археологическая культура мустьерской эпохи среднего палеолита. Датируется 100/110—30/35 тысячами лет назад.
Представлена почти 20 основными пещерными стоянками, сосредоточенными в восточной части Крыма. Лучше всего изучены такие стоянки, как Заскальная V и Заскальная VI, Сары-Кая I, Красная Балка, Пролом II и другие.

## Описание
Раскопаны каменные орудия, среди которых характерны двусторонне обработанные ножи, немногочисленные орудия из кости и уникальные изделия из резной кости (стоянка Пролом II). Среди фаунистических останков преобладают кости мамонта, лошади, зубра, сайги, что указывает на определенную специализацию в охоте. На некоторых стоянках открыты скелетные останки неандертальцев (до 7 особей), часть из которых была в специальных захоронениях. Близкие аналогичные памятники известны на территории Центральной Европы, но много данных свидетельствует в пользу местного происхождения аккайской культуры.
Во время раскопок поселения Заскальная V в Белогорском районе были обнаружены кость мамонта с нанесённым на неё простейшим рисунком и зуб неандертальца возрастом 80 тыс. лет (средний палеолит).
На стоянке Заскальная VI (Колосовская) в слое III (радиоуглеродные некалиброванные даты — от 35 до 38 тыс. лет) обнаружен фрагмент птичьей кости с насечками. Предполагается, что лучевая кость (os radius) ворона вида Corvus corax, как и изделие из грифельной кости лошади из слоя IIIa, представляет собой фрагмент проколки или шила, либо является частью безушковой иглы.
Чокурча́  II, Чокурчи́нская пеще́ра (укр. Чокурча, крымскотат. Çuqurça, Чукъурча) — пещера  на окраине Симферополя. Была названа в честь близлежащей деревушки — Чокурча (кр. тат. — чукъур — «яма»), ныне Луговое. Чокурча —  памятник , давший образцы искусства, предварительно оцениваемого в 40—45 тысяч лет (калиброванная дата ок. 48,5 тыс. л. н.). Часть находок погибла в ходе ВОВ, часть находится в краеведческих музеях Симферополя и Одессы.